# Culex corniger
Culex corniger är en tvåvingeart som beskrevs av Theobald 1903. Culex corniger ingår i släktet Culex och familjen stickmyggor. Inga underarter finns listade i Catalogue of Life.